# Blaze (album)
Blaze is het zesde studioalbum van de Amerikaanse punkband Lagwagon. Het werd uitgegeven op 8 april 2003 door Fat Wreck Chords. Het was het eerste studioalbum dat werd uitgegeven in vijf jaar tijd, na de uitgave van voorgaand studioalbum Let's Talk About Feelings in 1998. Dit kwam mede doordat Joey Cape, zanger van Lagwagon, druk bezig was met andere projecten zoals Bad Astronaut en Me First and the Gimme Gimmes. 
Het album bevat twee live video's van optredens op Warped Tour en een videoclip voor het nummer "Falling Apart" als bonusmateriaal.
Het is tevens ook het eerste album van de band dat de Billboard 200-hitlijst behaalde. Het album behaalde de 172ste plaats.

## Nummers
Alle nummers zijn geschreven door Joey Cape, tenzij anders wordt vermeld.
1. "Burn" - 3:15
2. "E Dagger" - 2:09
3. "Dancing the Collapse" - 2:16
4. "I Must Be Hateful" - 3:30
5. "Falling Apart" (Cape, Buglione, Chris Rest) - 2:39
6. "Max Says" - 3:22
7. "Billy Club" - 2:48
8. "Dividers" - 2:43
9. "Never Stops" - 3:34
10. "Dinner and a Movie" - 2:04
11. "Lullaby" - 3:49
12. "Billionaire" - 2:30
13. "Tomorrow Is Heartbreak" - 3:00
14. "Baggage" - 4:08

## Band
- Joey Cape - zang
- Chris Flippin - gitaar
- Chris Rest - gitaar
- Dave Raun - drums
- Jesse Buglione - basgitaar